# 魔術師的花園
《魔術師的花園》（英語：The Garden of Abdul Gasazi），又譯作魔法奇花園，是美國作家克里斯·凡·艾斯伯格創作的兒童繪本，出版於1979年:40。
該書為艾斯伯格的處女作。在出版後榮獲1980年的凱迪克獎銀獎。

## 故事簡介
少年艾倫（Alan）受託暫時照顧一條名叫弗里茨（Fritz）的狗；某日下午，弗里茨竄進一座有著禁止入內牌子的花園，不知去向。艾倫找到了屋主、也是一位已退休魔術師的阿卜杜勒·蓋薩茲（Abdul Gasazi），得知弗里茨已被討厭狗的阿卜杜勒·蓋薩茲給變成鴨子。艾倫只好帶著這隻鴨子回去，未料半途中鴨子叼走艾倫的帽子後便飛走了；等艾倫回到家後卻發現，弗里茨已恢復原狀先一步到家，正叼著他的帽子在院裡玩耍呢。

## 評價
《魔術師的花園》獲得不少好評，《紐約時報》書評稱「毫無疑問，這是多年來最好和最具原創性的繪本之一」。

## 榮譽
《魔術師的花園》獲得了1980年的凱迪克獎銀獎。此外亦入選美國《時代週刊》TOP100最棒童書。